# نجم الموت

نجم الموت

نجم الموت محطة فضاء خيالية وسلاح دمار شامل ظهر في سلسلة الخيال العلمي حرب النجوم التي صنعها المخرج جورج لوكاس. وهو بمثابة حصن بحجم كوكب قزم مصمم بقدرات إسقاط طاقة ضخمة، وهو قادر على تدمير كوكب بأكمله عن طريق إصابة واحدة فقط.

## أعلام
- أوبي وان كينوبي